# Tat'jana Malinina
Tat'jana Valer'evna Malinina, coniugata Skornjakova (in russo Татьяна Валерьевна Малинина-Скорнякова?; Novosibirsk, 28 gennaio 1973), è un'ex pattinatrice artistica su ghiaccio uzbeka di origine russa.
Nel 1999 ha vinto i Campionati dei Quattro continenti e la Finale del Grand Prix ISU di pattinaggio di figura. È stata inoltre per 10 volte la campionessa nazionale uzbeka, dal 1993 al 2002.

## Biografia
È nata il 28 gennaio 1973 a Novosibirsk, nell'allora Repubblica Socialista Federativa Sovietica Russa. Suo padre era un pattinatore su ghiaccio, sua madre una ginnasta. Ha iniziato a pattinare all'età di sei anni.
Da adolescente si è trasferita a Tashkent, in Uzbekistan, e ha rappresentato questo paese nelle competizioni internazionali a partire dalla stagione 1992-1993.
Nel 1998 con il suo compagno Romàn Skorniakòv, pattinatore su ghiaccio uzbeko, si è trasferitia a Dale City, in Virginia (USA). Nel 2000 ha sposato Skorniakòv, dal quale ha avuto due figli. Il primogenito, Ilia Malinin, è nato il 2 dicembre 2004 a Fairfax, ed è un pattinatore su ghiaccio statunitense.

## Carriera
Ha esordito a livello internazionale nella stagione 1992-1993, classificandosi 37ª ai Mondiali. Nel 1998 ai XVIII Giochi olimpici invernali a Nagano in Giappone ha conquistato l'ottavo posto.
La stagione 1998-1999 ha visto l'apice della sua carriera: 5ª classificata nella tappa di Skate America del Grand Prix, ha vinto l'NHK Trophy guadagnando l'accesso alla finale, dove ha conquistato l'oro davanti alle russe Marija Butyrskaja e Irina Sluckaja. 

A febbraio 1999 ha vinto la prima edizione dei Campionati dei Quattro continenti. Infine si è classificata 4ª ai Mondiali, la sua migliore prestazione di sempre in tale competizione.
Dopo l'improvvisa morte del loro allenatore Igor Ksenofòntov nel 1999, Malinina e Skorniakov hanno iniziato ad allenarsi a vicenda. Nella stagione 2001-2002 Malinina ha vinto la tappa del NHK Trophy del Grand Prix e si è classificata 15ª ai Mondiali. Durante i XIX Giochi olimpici invernali a Salt Lake City si è ritirata dopo il corto a causa di un'influenza. Si è ritirata dalle competizioni al termine della stagione.
Insieme al marito è allenatrice del figlio, Ilia Malinin.

## Risultati
GP: Grand Prix; R: ritirata 
| Gare internazionali         | Gare internazionali | Gare internazionali | Gare internazionali | Gare internazionali | Gare internazionali | Gare internazionali | Gare internazionali | Gare internazionali | Gare internazionali | Gare internazionali |
| Evento                      | 92–93               | 93–94               | 94–95               | 95–96               | 96–97               | 97–98               | 98–99               | 99–00               | 00–01               | 01–02               |
| --------------------------- | ------------------- | ------------------- | ------------------- | ------------------- | ------------------- | ------------------- | ------------------- | ------------------- | ------------------- | ------------------- |
| Olimpiadi invernali         |                     |                     |                     |                     |                     | 8ª                  |                     |                     |                     | R                   |
| Campionati mondiali         | 37ª                 | 21ª                 | 22ª                 | 13ª                 | 17ª                 | 14ª                 | 4ª                  | 18ª                 | 13ª                 | 15ª                 |
| Quattro continenti          |                     |                     |                     |                     |                     |                     | 1ª                  | 7ª                  | 4ª                  | 10ª                 |
| GP Finale                   |                     |                     |                     |                     |                     |                     | 1ª                  |                     | 5ª                  | 6ª                  |
| GP NHK Trophy               |                     |                     |                     | 9ª                  | 8ª                  | 7ª                  | 1ª                  | 3ª                  | 3ª                  | 1ª                  |
| GP Skate America            |                     |                     |                     |                     |                     |                     | 5ª                  |                     |                     |                     |
| GP Sparkassen Cup           |                     |                     |                     |                     |                     |                     |                     | 4ª                  | 3ª                  | 6ª                  |
| NHK Trophy                  |                     | 10ª                 | 7ª                  |                     |                     |                     |                     |                     |                     |                     |
| Golden Spin                 |                     |                     |                     |                     |                     | 1ª                  |                     |                     |                     |                     |
| Skate Israel                |                     |                     |                     |                     |                     |                     | 1ª                  |                     |                     |                     |
| Asian Winter Games          |                     |                     |                     | 2ª                  |                     |                     | 1ª                  |                     |                     |                     |
| Asian Championships         |                     |                     | 3ª                  |                     | 4ª                  | 4ª                  |                     |                     |                     |                     |
| Nazionali                   |                     |                     |                     |                     |                     |                     |                     |                     |                     |                     |
| Campionati nazionali uzbeki | 1ª                  | 1ª                  | 1ª                  | 1ª                  | 1ª                  | 1ª                  | 1ª                  | 1ª                  | 1ª                  | 1ª                  |